# 拉維斯塔 (內布拉斯加州)
拉維斯塔（英語：La Vista）是位於美國內布拉斯加州薩皮縣的城市。

## 人口
根據2020年美國人口普查的數據，拉維斯塔的面積為8.50平方千米，當中陸地面積為8.49平方千米，而水域面積為0.01平方千米。當地共有人口16746人，而人口密度為每平方千米1,970人。